# De annunciatie (George Hitchcock)
De annunciatie (Engels: The Annunciation) is een schilderij van de Amerikaanse kunstschilder George Hitchcock, geschilderd in 1887, olieverf op linnen, 158,8 × 204,5 centimeter groot. Het toont een Hollands boerenmeisje weergegeven als madonna in een bloementuin met lelies, in afwachting van de annunciatie. Het schilderij bevindt zich thans in de collectie van het Art Institute of Chicago.

## Context
In 1883 vestigde Hitchcock zich samen met zijn vrouw in Egmond aan den Hoef, maar bleef nog regelmatig op en neer reizen naar Parijs, om er te exposeren en zijn werk te verkopen. In 1888 exposeerde hij er het een jaar eerder in Nederland geschilderde De annuciatie op de Parijse salon, dat er een bijzondere vermelding kreeg. Later in datzelfde jaar was het ook nog te zien op de jubileumexpositie van de Koninklijke Beierse Academie te München en in 1889 op de Wereldtentoonstelling van 1889 wereldtentoonstelling te Parijs. In 1890 werd het schilderij aangekocht voor de Potter-Palmer Collectie die in 1930 werd toegevoegd aan de verzameling van het Arts Institute of Chicago, alwaar het nog steeds te zien is

## Afbeelding

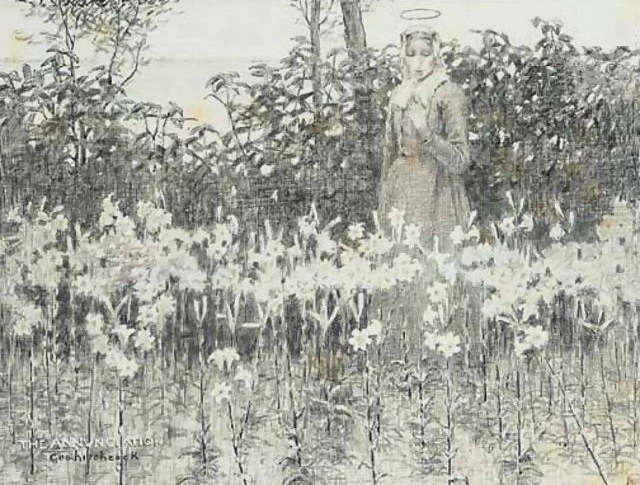
Schets, ca. 1887

De annunciatie is een klassieke, iconische maar tegelijk ongebruikelijke verbeelding van de maagd Maria als een Hollands boerenmeisje, geplaatst in een ingesloten bloementuin met witte lelies. Hiermee geeft Hitchcock uitdrukking aan zijn gevoel dat de Christelijke geloofsbeleving onder de eenvoudige Hollandse plattelandsbevolking veel vitaler en authentieker was dan in de grote steden, niet verdorven door afleidende moderniteit. Die gepercipieerde zuiverheid drukt hij uit via tal van symbolen, op de eerste plaats met de lelie. Traditioneel staat de lelie in Nederland niet alleen symbool voor de maagdelijkheid, maar ook voor de aartsengel Gabriël. Ook het decor van de "hortus conclusus" geldt als een symbolische verwijzing naar de maagdelijkheid van Maria, zoals die vanouds al in afbeeldingen van de madonna werd toegepast. Maria's zedig neergeslagen ogen en nederige houding impliceren dat ze op het punt staat en ook klaar is om de heilige boodschap te ontvangen. Om haar hoofd is een licht aureool weergegeven, ten teken van haar verhevenheid. De blauwe jurk refereert aan hemelse sferen en de witte sluier aan haar deugdzaamheid.
Zowel qua stijl, compositorisch als thematisch kunnen meerdere invloeden op Hitchcocks werk worden onderscheiden. In de aandacht voor licht en schaduw kan de inwerking van het impressionisme worden ontwaard. De bijzondere uitwerking van het religieuze thema in de contemporaine, alledaagse omgeving, met haar vele symbolische verwijzingen, gekoppeld aan de estheticistische weergave van de mooie jonge vrouw in een decoratieve context laat de invloed van de prerafaëlieten zien, waarvoor Hitchcock grote belangstelling had. Het werk anticipeert op de opkomende beweging van het symbolisme.

## Thematisch verwante werken

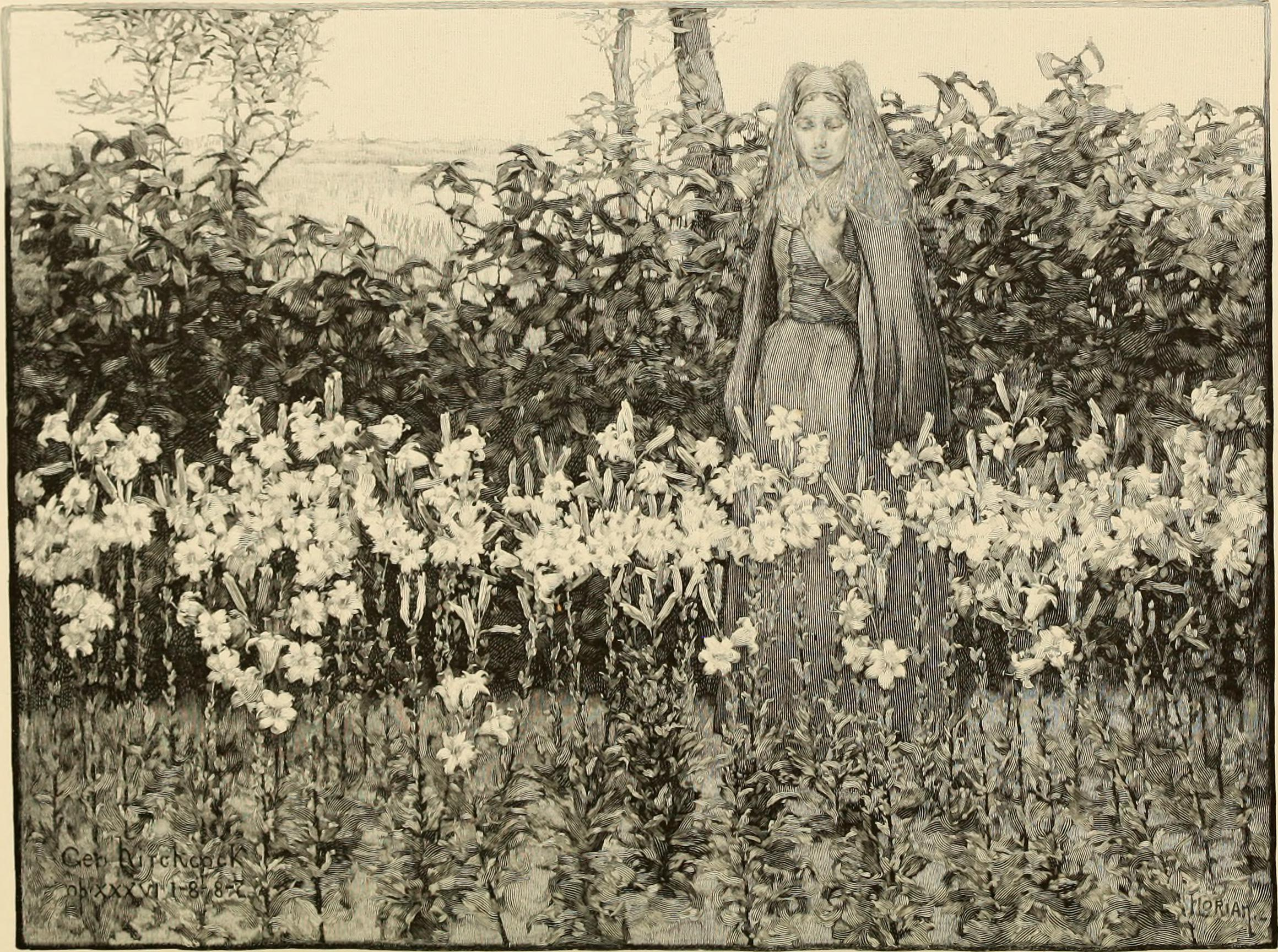
Gravure gemaakt voor het Amerikaanse kunsttijdschrift Arts and criticism, 1892

Hitchcock had de gewoonte bepaalde thema's waarover hij zich tevreden toonde of die positief werden ontvangen door pers en kritiek, te herhalen of te herbewerken. Zo ook het thema van het Hollandse boerenmeisje als madonna, als een "fremdkörper" of wonderbaarlijke verschijning geplaatst in een bollentuin, voor het eerst dus uitgewerkt in De annunciatie. In de periode 1890-1895 maakte hij diverse vergelijkbare schilderijen, in een aantal variaties. Meest overeenkomstig De annunciatie is Magnificat uit 1894, dat op een staande versie van het hier besproken werk lijkt, met Maria geplaatst tegen een nog hogere, niet doorzichtige heg, met dezelfde witte "annunciatielelies" op de voorgrond, er eentje vasthoudend met haar rechterhand. Klein verschil is dat deze Maria niet naar beneden kijkt maar omhoog, hemelwaarts. Andere versies richten zich meer op het moederschap en voorzien Maria ook niet van een aureool, met Gezegende moeder uit 1892 als typerend voorbeeld.

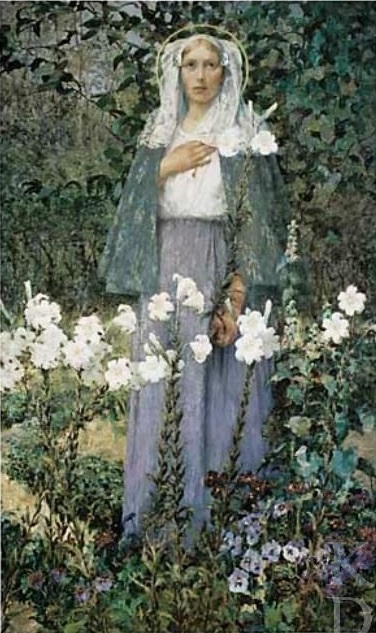
Magnificat, 1894, Gari Melchers Home & Studio, Fredericksburg
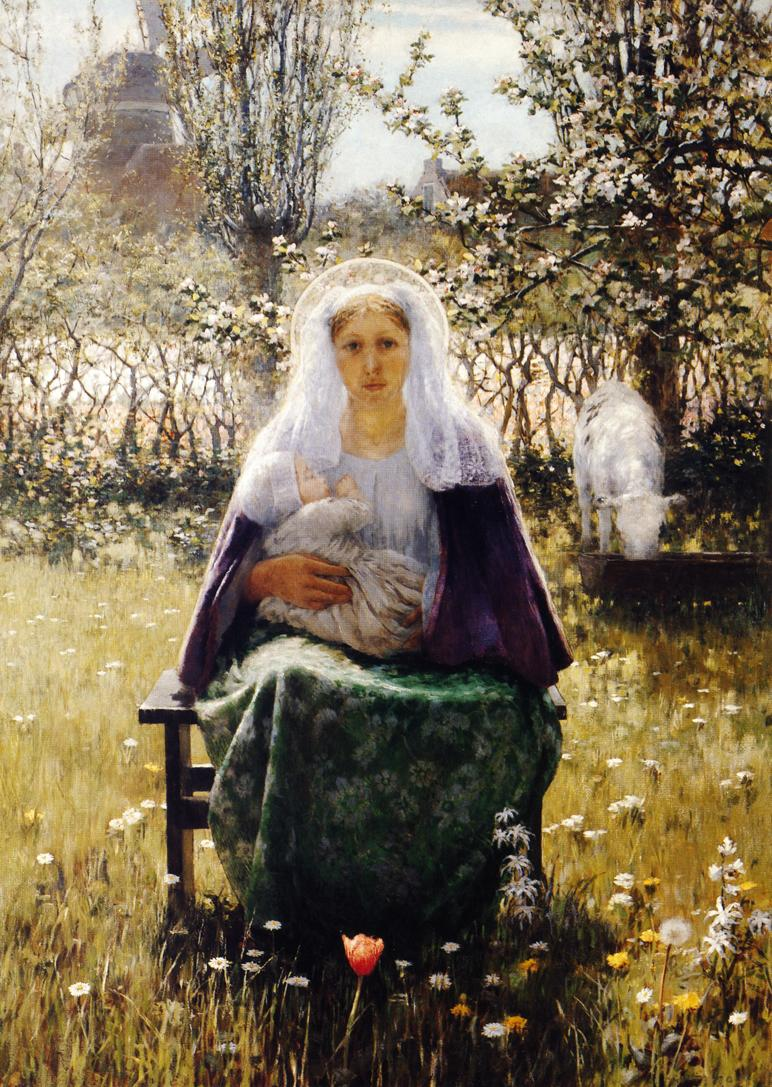
Gezegende moeder, 1892, Cleveland Museum of Art